# Cyril Nzama
Cyril „Skhokho” Nzama (ur. 26 czerwca 1974 w Soweto) – południowoafrykański piłkarz występujący najczęściej na pozycji obrońcy.

## Kariera klubowa
Cyril Nzama zawodową karierę rozpoczął w 1995 roku w drugoligowym Bush Bucks. W debiutanckim sezonie wystąpił tylko w 4 ligowych meczach, jednak w kolejnych rozgrywkach był już podstawowym zawodnikiem swojego zespołu. W drużynie Bush Bucks Nzama spędził łącznie 5 sezonów, w trakcie których rozegrał 116 spotkań.
Latem 2000 roku południowoafrykański obrońca podpisał kontrakt z Kaizer Chiefs FC, w barwach którego zadebiutował w pierwszej lidze. W nowym klubie Nzama nie miał problemów z wywalczeniem sobie miejsca w wyjściowym składzie i już w pierwszym sezonie wystąpił w 25 pojedynkach. Podczas sezonu 2003/2004 Nzama rozegrał swój setny mecz dla Kaizer Chiefs. W 2004 i 2005 roku Południowoafrykańczyk razem z drużyną sięgnął po tytuł mistrza kraju, co jak na razie jest jego największym sukcesem w karierze. W 2008 roku przeszedł do Bay United FC. Grał w nim przez dwa lata. W sezonie 2010/2011 był zawodnikiem Batau FC, w którym zakończył karierę.

## Kariera reprezentacyjna
W reprezentacji Republiki Południowej Afryki Nzama zadebiutował 9 kwietnia 2000 roku w wygranym 2:0 spotkaniu przeciwko Lesotho. W 2002 roku Jomo Sono powołał go do 23–osobowej kadry RPA na mistrzostwa świata. Na mundialu w Korei Południowej i Japonii popularni „Bafana Bafana” zajęli trzecie miejsce w swojej grupie i odpadli z turnieju. Na mistrzostwach Nzama był podstawowym zawodnikiem drużyny narodowej i zagrał we wszystkich 3 pojedynkach.